# Чарноцинське-Пеце
Чарноцинське-Пеце (пол. Czarnocińskie Piece) — село в Польщі, у гміні Скаршеви Староґардського повіту Поморського воєводства.
У 1975-1998 роках село належало до Гданського воєводства.